# Raffaele Stancanelli
Raffaele Stancanelli (ur. 30 czerwca 1950 w Regalbuto) – włoski polityk, prawnik i samorządowiec, w latach 2008–2013 burmistrz Katanii, senator, poseł do Parlamentu Europejskiego IX i X kadencji.

## Życiorys
Z wykształcenia prawnik, absolwent Uniwersytetu w Katanii. Podjął praktykę w zawodzie adwokata, specjalizując się w sprawach cywilnych i administracyjnych.
Aktywną działalność polityczną rozpoczął pod koniec lat 70. w ramach Włoskiego Ruchu Społecznego. Był radnym swojej rodzinnej miejscowości, a następnie radnym miejskim w Katanii. W latach 90. dołączył do Sojuszu Narodowego. W 1996, 2001 i 2006 wybierany na członka Sycylijskiego Zgromadzenia Regionalnego XII, XIII i XIV kadencji. Od 1999 był przewodniczącym frakcji swojej partii. W 2001 został członkiem sycylijskiej egzekutywy jako asesor do spraw pracy i szkoleń zawodowych. W 2004 przeszedł do departamentu rodziny i polityki społecznej, a w 2006 objął funkcję wiceprzewodniczącego sycylijskiego parlamentu.
W 2008 z ramienia Ludu Wolności wybrany do Senatu XVI kadencji, mandat wykonywał do 2011. W tym samym roku został burmistrzem Katanii, urząd ten sprawował do 2013. W 2014 dołączył do regionalnego ugrupowania #DiventeràBellissima, które założył Nello Musumeci. W 2018 z listy partii Bracia Włosi ponownie wszedł w skład Senatu. W 2019 uzyskał mandat posła do Parlamentu Europejskiego IX kadencji (gdy wybrana w tym samym okręgu Giorgia Meloni zrezygnowała z jego objęcia). W 2024 związał się ze środowiskiem politycznym Ligi. W tym samym roku z jej ramienia z powodzeniem ubiegał się o reelekcję w wyborach europejskich.